# Bulbophyllum humbertii
Bulbophyllum humbertii är en orkidéart som beskrevs av Rudolf Schlechter. Bulbophyllum humbertii ingår i släktet Bulbophyllum och familjen orkidéer. Inga underarter finns listade i Catalogue of Life.